# Джеймс-Ендрю Девіс
Джеймс-Ендрю Девіс (англ. James-Andrew Davis; нар. 3 липня 1991 року, Лондон, Велика Британія) — британський фехтувальник на рапірах, чемпіон Європи.

## Виступи на Олімпіадах
| Олімпіада           | Дисципліна           | Місце |
| ------------------- | -------------------- | ----- |
| Лондон 2012         | індивідуальна рапіра | 23    |
| Лондон 2012         | командна рапіра      | 6     |
| Ріо-де-Жанейро 2016 | індивідуальна рапіра | 10    |
| Ріо-де-Жанейро 2016 | командна рапіра      | 6     |